# Eugenia kiahii
Syzygium kiahii là một loài thực vật thuộc họ Myrtaceae. Đây là loài đặc hữu của Malaysia.